# Kazliškis
Kazliškis (hist., pol. Koźliszki Małe) – wieś na Litwie położona w rejonie rakiszeckim okręgu poniewieskiego, 15 km na zachód od Rakiszek. Siedziba gminy.

## Historia

### Własność
Pierwsza wzmianka o Koźliszkach pochodzi z XVII wieku. Około 1790 roku dobra znalazły się w posiadaniu Herkulana i Deodata Chilewskich. Później były własnością rodzin Syrewiczów, Bartoszewiczów i Kościałkowskich. Na przełomie XIX i XX wieku majątek ten (z przyległościami wtedy 1653 dziesięciny ziemi, w tym 851 dziesięcin lasu) należał do Zygmunta Rutkowskiego. Jego rodzina mieszkała tu do II wojny światowej.

### Przynależność administracyjna
| Rok  | Liczba ludności |
| ---- | --------------- |
| 1902 | 70              |
| 1923 | 141             |
| 1959 | 125             |
| 1970 | 191             |
| 1979 | 194             |
| 1985 | 240             |
| 1989 | 225             |
| 2001 | 209             |
| 2011 | 168             |

- W I Rzeczypospolitej – w województwie wileńskim Rzeczypospolitej[1];
- po III rozbiorze Polski (od 1795 roku) majątek należał do gminy Ponedele w powiecie nowoaleksandrowskim (ujeździe) guberni wileńskiej (w latach 1797–1801 guberni litewskiej), a od 1843 roku guberni kowieńskiej Imperium Rosyjskiego[2];
- od 1922 roku wieś należy do Litwy, która w okresie 1940–1990, jako Litewska Socjalistyczna Republika Radziecka, wchodziła w skład ZSRR.

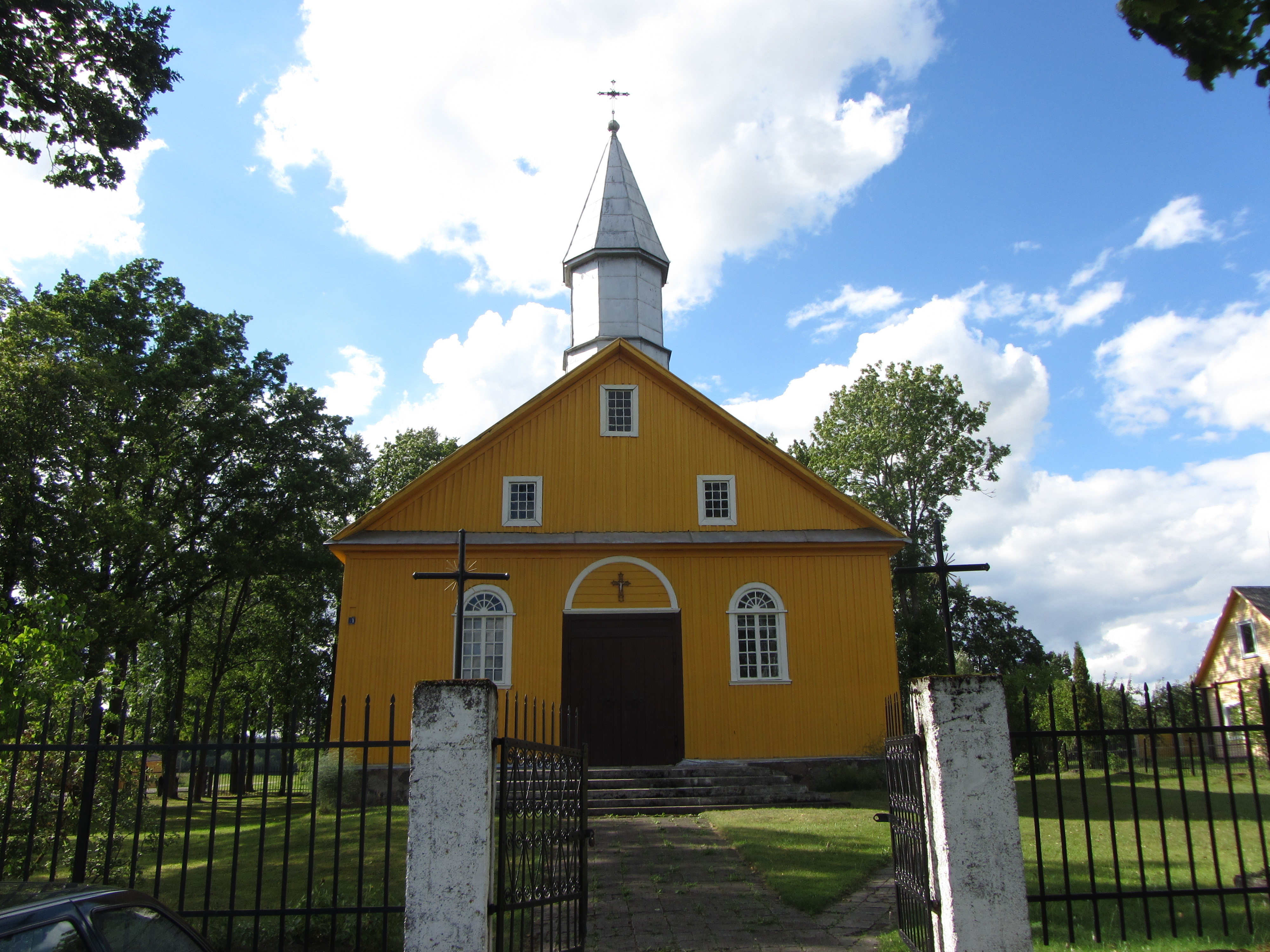
Kościół (2014)

### XX wiek
W 1925 roku powstała mleczarnia i gorzelnia. Szkoła podstawowa powstała w latach 1949–1959. Lokalna biblioteka i dom kultury zostały założone w 1954 roku. W 1972 roku poprawiono infrastrukturę drogową, aby ułatwić połączenia z okolicznymi miejscowościami. Działa tu poczta.

## Kościół
Pierwsze wspomnienie o tutejszym kościele pochodzi z 1796 roku. W XIX wieku powstała nowa kaplica, która zawaliła się w jego drugiej połowie. W 1910 roku wybudowano w stylu ludowym nowy drewniany kościół pw. Najświętszej Marii Panny, na planie krzyża, z dwiema wieżami i stojącą obok drewnianą dzwonnicą. W pobliżu znajduje się również cmentarzyk z żelaznym, ażurowym ogrodzeniem na betonowej podmurówce. Ogrodzenie cmentarza i kościoła oraz pokrycie dachu blachą nastąpiło w 1918 roku. W latach 1932–1937 tutejszy proboszcz Juozapas Matulevičius zbudował nową plebanię, w 1937 roku proboszcz Jonas Lapinskas przemalował wnętrze kościoła i rozbudował go. Podczas II wojny światowej kościół został częściowo obrabowany.

## Dwór
Najprawdopodobniej Chilewscy wznieśli tu około 1810 roku klasycystyczny dwór. Był to dom parterowy, na rzucie prostokąta, jedenastoosiowy, z dwoma ryzalitami od strony ogrodu. Część frontową zdobił wydatny, centralny portyk z dwiema kolumnami w wielkim porządku podpierającymi belkowanie i trójkątny szczyt. Budynek był przykryty łamanym, gontowym, czterospadowym dachem.
Nie ma informacji, czy cokolwiek z dworu, ew. folwarku czy parku, pozostało.
Majątek Koźliszki Małe został opisany w 4. tomie Dziejów rezydencji na dawnych kresach Rzeczypospolitej Romana Aftanazego.